# Brandon (comté de Kerry)
Pour les articles homonymes, voir Brandon.
Cé Bhréannain ou Bréanainn ou encore Cé Bhréanainn (anglicisé comme Brandon) est un village Gaeltacht sur la côte nord de la péninsule de Dingle dans le comté de Kerry, en république d’Irlande. Il se trouve directement au nord de Dingle, au pied du mont Brandon et sur les rives de la baie de Brandon.
L'ancienne fête celtique des récoltes, une célébration préchrétienne appelée Féile Lughnasa, a lieu chaque année dans le village et ses environs le dernier dimanche de juillet.

## Planche à voile
Brandon Carter Bay est l'un des meilleurs spots de planche à voile d'Irlande. Hôte de trois événements professionnels de voile à vagues PWA en 2000, 2001 et 2002, elle abrite plusieurs écoles de planche à voile s'adressant à tous les niveaux, des débutants aux avancés. Les Maharees (en), une péninsule sablonneuse entre Brandon Bay et Tralee Bay, sont le lieu où se déroule la plupart des activités de planche à voile. Les excellents emplacements incluent Sandy Bay pour les débutants, Scraggane Bay (en) pour les intermédiaires sur eau plate et Brandon Bay elle-même pour la navigation dans les vagues avancées,,.

## Villes jumelles
Cloghane (en) et Brandon (An Clochán agus Bhréanainn) sont jumelés conjointement avec le village de Plozévet dans le Finistère en Bretagne.